# NGC 4623
NGC 4623 (другие обозначения — UGC 7862, MCG 1-32-135, ZWG 42.207, VCC 1913, PGC 42647) — галактика в созвездии Девы.
В этой галактике диск — доминирующая компонента, а балдж невелик, в нём есть как классическая компонента, так и псевдобалдж. Индекс Серсика для балджа составляет 3,3.
Этот объект входит в число перечисленных в оригинальной редакции «Нового общего каталога».